# 안병식
안병식(1977년 ~ )은 대한민국의 연극배우이다.

## 학력
- 고려대학교 법학과 학사
- 한국예술종합학교 연극원 연기과 전문사 졸업

## 출연 작품

#### 연극
- 2023년 신촌문화발전소 오늘의 희곡《그게 다예요》- 조부 역
- 2023년 시즈오카국제연국제《XXL 레오타드 안나수이 손거울》- 조영길 역
- 2022년 《탈주자》
- 2022년 SPAF《지상의 여자들(트라이아웃》
- 2022년 《XXL 레오타드 안나수이 손거울》(05.20) - 조영길 역
- 2022년 《XXL 레오타드 안나수이 손거울》(04.26~04.27) - 조영길 역
- 2022년 《XXL 레오타드 안나수이 손거울》(03.10~03.20) - 조영길 역
- 2021년  신촌문화발전소 오늘의 희곡《키리에》
- 2021년  신촌문화발전소 오늘의 희곡《그게 다예요》- 조부 역
- 2021년 SPAF《당신을 기다리고 있어》(10.29~10.31)  - 나 역
- 2021년  창작공감: 작가 1차 낭독회《밤의 사막 너머》
- 2021년 《당신을 기다리고 있어》(04.20~04.25)  - 나 역
- 2021년 《날아가버린 새》 - 동우 (아빠) 역
- 2020년 《당신이 밤을 건너올 때》 - 현, 경찰 역
- 2020년 《XXL 레오타드 안나수이 손거울》(11.21~11.22) - 선생님 (조영길) 역
- 2020년 《당신을 기다리고 있어》 - 나 역
- 2020년 국립극단 희곡우체통 낭독회 《X의 비극》 - 강현서 역
- 2020년 《크레이터》 - 남편 (마틴) 역
- 2020년 《XXL 레오타드 안나수이 손거울》(02.06~09) - 선생님 (조영길) 역
- 2019년 《XXL 레오타드 안나수이 손거울》 - 선생님 (조영길) 역
- 2019년 국립극단 희곡우체통 낭독회 《사랑의 변주곡》 - 시형, 드랙퀸 역
- 2019년 《날아가버린 새》 - 동우 (아빠) 역
- 2019년 《죄와 벌》 - 스비드리가일로프 (부자) 역
- 2019년 도쿄예술극장《봇코짱》 - 다 역
- 2019년 《나는 살인자입니다》 (04. 24 ~ 26) - [봇코짱] : 바 주인| [아는 사람] : 동창,작은 아버지3,과장,카메라| [이봐, 나와!] : 동네주민,촌장,학자| [우주의 남자들] : 별(움직임) [장치 한 대] : 소장 역 / (05. 08 ~ 19) - [봇코짱] : 바 주인| [아는 사람] : 동창,작은 아버지3,과장,행인5| [우주의 남자들] : 별(움직임)| [장치 한 대] : 소장 역
- 2019년 제2회 중국희곡 낭독공연 《만약 내가 진짜라면》 - 쑨 국장 역
- 2018년 《모든 영광은》 (11.23~24) - 사내 역
- 2018년 《모든 영광은》 (11.03~11) - 사내 역
- 2018년 《말피》 - 추기경 역
- 2018년 《브라질》 - 존 박사 역
- 2018년 《피와 씨앗》 - 버트 역
- 2018년 《노란 봉투》 - 이고 역
- 2017년 《술취한 포틴브라스》
- 2017년 《나는 살인자입니다》
- 2017년 《XXL 레오타드 안나수이 손거울》(11.02~04) - 선생님 (조영길) 역
- 2017년 《XXL 레오타드 안나수이 손거울》(10.13~28) - 선생님 (조영길) 역
- 2017년 《20세기 건담기建談記》 - 이상 역
- 2017년 《국부》
- 2017년 《노란 봉투》 - 이고 역
- 2017년 《목란 언니》 - 허태산 역
- 2017년 《전화벨이 울린다》
- 2016년 《XXL 레오타드 안나수이 손거울》 - 선생님 (조영길) 역
- 2016년 국립극단 작가의 방 낭독극장 《김치녀 레볼루션》
- 2016년 《대학로 로드씨어터》 - 본인, 햄릿 역
- 2016년 제 9회 카오스 콘서트 <뇌 vs AI> 강극 《뇌 안에 너 있다》 - 루디 선생 역
- 2016년 서울국제작가축제 낭독공연《가만히 이어진》
- 2016년 권리장전 - 검열각하 《해야 된다》
- 2016년 《환도열차》 - 한동교 역
- 2016년 서울대 자연과학 공개 강연《빛》 - 안파동 역
- 2016년 현대일본희곡 낭독공연 및 심포지엄 《SLIP (슬립)》
- 2016년 《고제》 - 나 역
- 2016년 제 8회 카오스 콘서트 <빛, 色즉時空> 강극 《빛의 본질》 - 안파동 역
- 2015년 광주아시아문화전당 <빛, 色즉時空> 강극 《빛의 본질》 - 안파동 역
- 2015년 낭독공연 《토닥토닥 북콘서트》
- 2015년 《XXL 레오타드 안나수이 손거울》 - 선생님 (조영길) 역
- 2015년 《벚꽃동산》 - 뜨로피모프 역
- 2015년 소설낭독 워크샵 공연 《모든 영광은》
- 2015년 《노란봉투》 - 이고 역
- 2014년 《노란봉투》 - 이고 역
- 2014년 《<the LOST> - Part 1. 그때를 잃어버렸습니다》 - 남편, 기사 역
- 2014년 《미스 프랑스》 - 샤를르 역
- 2014년 《환도열차》 - 한동교 역
- 2014년 제6회 현대 일본희곡 낭독공연 및 심포지엄 《난폭과 대기》 - 히데노리 역
- 2013년 《목란 언니》 - 허태강 역
- 2013년 두산 아트랩 《당신이 잃어버린 것》
- 2012년 혜화동 1번지 5기동인 2012 가을페스티벌 1인극 《쉬-트[ʃyt]》
- 2012년 《초대/침입》
- 2012년 《목란 언니》 - 허태강 역
- 2011년 혜화동 1번지 5기동인 가을페스티벌 시심 《삼년상》
- 2011년 《노부인의 방문》 - 남자7역
- 2011년 혜화동 1번지 5기동인 봄페스티벌 나는 나르시시스트다 《인터내셔널리스트》
- 2011년 《갈매기》
- 2010년 《개가 튼 내 인생》 (11.18~12.05) - 윤덕필 역
- 2010년 《갈매기》
- 2010년 《곶나들이》(07.06~10)
- 2010년 《개가 튼 내 인생》 (06.10~27) - 윤덕필 역
- 2010년 《곶나들이》(04.24)
- 2009년 봄 작가, 겨울 무대 《낯선 하루 이야기》 - 허윤석 역
- 2009년 《옌볜빠바》
- 2009년 《파관》
- 2009년 《나는 내가 없던 시간에 대해 무지하다》
- 2007년 한예종 전문사 프로젝트 《페드르》 - 이폴리트 역
- 2007년 한예종 상반기 인큐베이터 공연《모범생들》
- 2007년 《사이드 와인더》 - 박형철 역
- 2007년 한예종 제2교사 개관기념축제 《변》 - 변 역

#### 영화
- 2017년 《강철비》 - 남북출입국사무소직원 역
- 2014년 《나의 독재자》 - 합격발표 점퍼남 역
- 2007년 《별별 이야기 2 - 여섯 빛깔 무지개》 - seg.3 - 남편/할머버지 목소리 역

## 수상 및 후보
백상예술대상
| 연도 | 작품                         | 부문                 | 결과 |
| ---- | ---------------------------- | -------------------- | ---- |
| 2021 | XXL 레오타드 안나수이 손거울 | 연극부문 남자 연기상 | 후보 |